# 레이철 티코틴
레이철 티코틴(Rachel Ticotin, 1958년 11월 1일 ~ )은 미국의 배우이다.

## 출연 작품

### 영화
- 토탈리콜
- 터뷸런스 - 레이첼 테퍼 역
- 사랑할 때 버려야 할 아까운 것들

### 드라마
- 로 앤 오더: 로스엔젤레스 (NBC)